# Бамбергер Штрассе (Бенрат)
Бамбергер Штрассе (нем. Bamberger Straße) — улица в Дюссельдорфе (административный район Бенрат). Пограничная улица между административными районами Бенрат, Райсхольц и Хассельс. Одновременно переход между Западным и Восточным Бенратом.

## Общие сведения
Улица Бамбергер Штрассе протягивается с юго-запада на северо-восток между Байройтер Штрассе (Bayreuther Straße) и Зюлленштрассе (Süllenstraße). В этом же направлении идёт нумерация домов: по правую (нечётную) сторону имеется всего один адрес (№ 5), а по левую домов нет.
Улица нежилая. В связи с важным транспортным положением интенсивность движения значительная. На улице нет линий общественного транспорта.

## История
До 1934 года самостоятельной улицы здесь не было. Официально это была часть улицы Нюрнбергер Штрассе. В связи с массовым заселение Бенрата выходцами их южных исторических земель Германии (Баварии и Баден-Вюртемберга), строительством новых улиц в этом районе Бенрата, 16 ноября 1934 года возникла улица Бамбергер Штрассе. Своё название она получила от города Бамберг в Баварии (Верхняя Франкония). В этом городе находится католическая епископия и сохранился кафедральный собор, освящённый в 1237 году.

## Озеленение

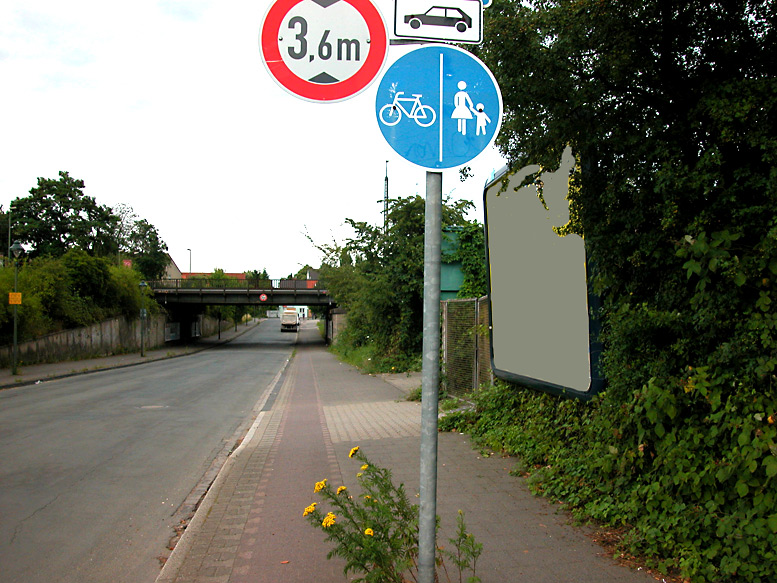
Общий вид улицы с бенратской стороны, 17 июля, 2009

На улице нет деревьев. Только местами дико разрослись заросли ежевики, из-за чего улица имеет заброшенный вид.

## Проезжая часть
Асфальт среднего качества. Ширина проезжей части 8 метров. Скорость движения 50 км/час. Разметка отсутствует. Согласно дорожным указателям, остановка разрешена только по нечётной стороне улицы. Полное отсутствие столбов освещения. Они поставлены на стороне Хассельса и Райсхольца.
Дорога имеет видимый уклон к средней части улицы. В этом месте над ней построен путепровод железной дороги Дюссельдорф-Кёльн (металлические пятиколейные фермы). Высота путепровода — 3,6 метра. В этой выемке из-за малого количества канализационных решёток не раз случались затопления улицы, препятствовавшие автомобильному движению (например, в июле 1972 года).
Ширина тротуара 3 метра.

## Велосипедное движение

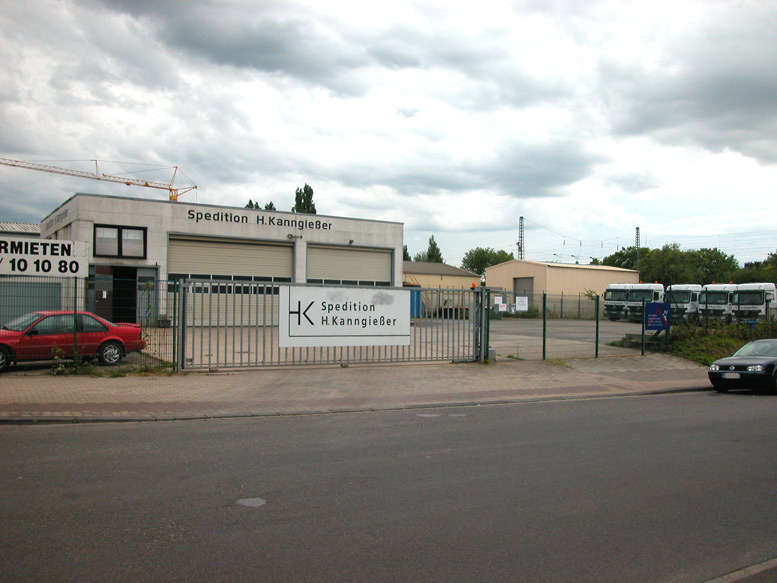
Бамбергер Штрассе, 5. 17 июля, 2009

Для велосипедистов по тротуарам проложены велосипедные дорожки, отмеченные кирпичным цветом камней основы. Они очень узкие, всего 0,5 м ширины, поэтому могут использоваться только при движении в одну сторону по каждой стороне соответственно. По правилам дорожного движения, по бенратской стороне велосипедисты должны ехать от начала к концу улицы, точно также, как едущий рядом автомобильный транспорт.